# Ngày Trái Đất ngừng quay
Ngày Trái Đất ngừng quay (tựa gốc: The Day the Earth Stood Still) là một phim khoa học viễn tưởng giật gân của Mỹ năm 2008, chủ yếu chuyển thể từ phim điện ảnh cùng tên năm 1951. Kịch bản phim viết bởi David Scarpa dựa trên truyện ngắn khoa học viễn tưởng kinh điển "Farewell to the Master" của Harry Bates và kịch bản phim chuyển thể năm 1951 của Edmund H. North. Do Scott Derrickson đạo diễn và có sự tham gia của Keanu Reeves, bản phim này thay thế chủ đề hạt nhân trong chiến tranh Lạnh thành vấn đề hiện đại: sự hủy hoại môi trường của con người với hành tinh. Phim kể về Klaatu, một người ngoài hành tinh được gửi đến để cố gắng thay đổi hành vi của con người hoặc loại trừ con người khỏi Trái Đất.